# Онгемаоя
Онгемаоя — река в России, протекает по территории Сосновецкого сельского поселения Беломорского района Республики Карелии. Длина реки — 10 км.
Река берёт начало из ламбины без названия и делее течёт преимущественно в юго-восточном направлении по заболоченной местности.
Река имеет один приток длиной 3,0 км.
Втекает на высоте ниже 83,0 м над уровнем моря в реку Нижний Выг.
Населённые пункты на реке отсутствуют.
Код объекта в государственном водном реестре — 02020001312102000006840.